# Хватовка (Саратовская область)
Хватовка — село Базарно-Карабулакского района Саратовской области, бывший административный центр Хватовского сельского поселения.
Через село проходит автомобильная трасса Саратов—Базарный Карабулак—Балтай, расстояние до райцентра 17 км; в селе находится железнодорожная станция Высотная на однопутной неэлектрифицированной железной дороге Аткарск—Сенная Приволжской железной дороги.
В селе имеется средняя школа, детский сад, действует православный храм Святого Иоанна Крестителя.

## Климат

### Зима
Зима, как правило, наступает в начале третьей декады ноября, когда температура воздуха как ночью так и днем стабильно начинает держаться ниже нуля градусов, что является причиной образования устойчивого снегового покрова. Осадки выпадают в виде снега, мокрого снега или в очень редких случаях в виде дождя. Средняя температура февраля равна −9,8 °C, но возможны потепления до 0 °C или же, наоборот, сильные похолодания. 26 ноября, в самом начале зимы среднесуточная температура воздуха опускается ниже −5 °C. В период с 27 января по 17 февраля держатся самые низкие температуры, когда среднесуточная температура воздуха держится ниже −10 °C. В эти три недели возможны самые суровые морозы до −25 −30 градусов. Обычно в такие дни стоит ясная безветренная погода. В последней декаде февраля начинается перелом зимы. Солнце начинает заметно греть в обеденное время, на солнечной стороне появляются сосульки. 14 марта среднесуточная температура воздуха поднимается выше −5 °C.
| Месяц, декада       | Ноя III | Дек I | Дек II | Дек III | Янв I  | Янв II | Янв III | Фев I  | Фев II | Фев III | Мар I | Мар II |
| ------------------- | ------- | ----- | ------ | ------- | ------ | ------ | ------- | ------ | ------ | ------- | ----- | ------ |
| Ср. тем-ра дня, °C  | −3-1    | −5-3  | −6-4   | −7-5    | −7-5   | −8-6   | −8-6    | −9-7   | −8-6   | −6-4    | −4-2  | −2-0   |
| Ср. тем-ра, °C      | −5,0    | −6,8  | −8,1   | −8,8    | −9,0   | −9,4   | −9,6    | −10,0  | −9,8   | −8,7    | −7,0  | −4,4   |
| Ср. тем-ра ночи, °C | −8-6    | −10-8 | −11-9  | −12-10  | −13-11 | −14-12 | −14-12  | −15-13 | −14-12 | −13-11  | −11-9 | −9-7   |

### Весна
Климатическая весна начинается с устойчивого перехода среднесуточной температуры воздуха выше 0 °C. В Хватовке это явление приходится в среднем на 1 апреля. При этой температуре начинается усиленный сход снежного покрова и оттаивание почвы. 12 апреля среднесуточная температура воздуха начинает превышать +5 °C и в этот период у растений возобновляется сокодвижение, они оживают от состояния зимней спячки. 28 апреля среднесуточная температура воздуха начинает устойчиво превышать отметку +10 °C, на деревьях и кустарниках появляются листья, свободные участки почвы начинают покрываться ковром из трав. С 20 мая температура воздуха постоянно поднимается выше отметки +15 °C, что является началом климатического лета.
| Месяц, декада       | Мар III | Апр I | Апр II  | Апр III | Май I   | Май II  |
| ------------------- | ------- | ----- | ------- | ------- | ------- | ------- |
| Ср. тем-ра дня, °C  | +1 +3   | +7 +9 | +10 +12 | +14 +16 | +17 +19 | +19 +21 |
| Ср. тем-ра, °C      | −0,8    | +3,3  | +6,8    | +9,8    | +12,1   | +14,2   |
| Ср. тем-ра ночи, °C | −6 −4   | −1 +1 | +1 +3   | +3 +5   | +5 +7   | +7 +9   |

### Лето
Лето в Хватовке характеризуется жаркой и засушливой погодой. Особенно жарким является период с начала второй декады июля и по середину августа, когда температура воздуха днем поднимается выше +30 °C, а ночью не опускается ниже +20 °C. 30 июня среднесуточная температура воздуха переваливает отметку +20 °C и держится выше неё до 8 августа.
| Месяц, декада       | Май III | Июн I   | Июн II  | Июн III | Июл I   | Июл II  | Июл III | Авг I   | Авг II  | Авг III |
| ------------------- | ------- | ------- | ------- | ------- | ------- | ------- | ------- | ------- | ------- | ------- |
| Ср. тем-ра дня, °C  | +21 +23 | +22 +24 | +23 +25 | +24 +26 | +25 +27 | +25 +27 | +25 +27 | +25 +27 | +24 +26 | +22 +24 |
| Ср. тем-ра, °C      | +15,8   | +17,3   | +18,6   | +19,6   | +20,4   | +20,7   | +20,7   | +20,2   | +19,1   | +17,3   |
| Ср. тем-ра ночи, °C | +9 +11  | +11 +13 | +12 +14 | +13 +15 | +14 +16 | +14 +16 | +15 +17 | +14 +16 | +13 +15 | +11 +13 |

### Осень
Климатическая осень в Хватовке наступает в первой декаде сентября и длится по последней декады ноября. Первая половина осени характеризуется умеренно теплой, солнечной и как правило сухой погодой. Столбик термометра днем поднимается до 15 — 20 °C, ночью же он не опускается ниже +5 °C. Вторая половина осени характеризуется увеличением осадков, большей частью в виде дождя и мороси, дни преобладают пасмурные с ветрами и плотной облачностью. 5 сентября среднесуточная температура воздуха опускается ниже +15 °C, 27 сентября — ниже +10 °C, 17 октября — ниже +5 °C, а 4 ноября — ниже 0 °C.
| Месяц, декада       | Сен I   | Сен II  | Сен III | Окт I   | Окт II | Окт III | Ноя I | Ноя II |
| ------------------- | ------- | ------- | ------- | ------- | ------ | ------- | ----- | ------ |
| Ср. тем-ра дня, °C  | +19 +21 | +17 +19 | +14 +16 | +11 +13 | +8 +10 | +6 +8   | +2 +4 | −1 +1  |
| Ср. тем-ра, °C      | +14,8   | +12,5   | +10,2   | +7,9    | +5,4   | +2,6    | −0,4  | −2,0   |
| Ср. тем-ра ночи, °C | +9 +11  | +7 +9   | +5 +7   | +3 +5   | +1 +3  | −1 +1   | −4 −2 | −6 −4  |

## История
26 декабря 1938 года Хватовка получила статус рабочего посёлка. С 2004 года — сельский населённый пункт.

## Население
| 1939 | 1989  | 2002  | 2010  |
| ---- | ----- | ----- | ----- |
| 2927 | ↘2224 | ↗2318 | ↘1735 |